# 奥凯内
奥凯内是西非國家尼日利亞的城市，由科吉州負責管轄，位於該國中部，距離洛科賈約15英里，是甘薯、玉米、木薯、高粱、豆類、出生、棕櫚油、棉花等農產品的貿易中心，2007年人口498,877。